# Socha svatého Donáta (Kolovraty)
Socha svatého Donáta v Kolovratech v Praze se nachází u kolovratského hřbitova nedaleko vchodu. Je chráněna jako nemovitá kulturní památka České republiky.

## Historie
Socha svatého Donáta (biskupa v italském Arezzu) pochází pravděpodobně z roku 1730 a je od neznámého umělce. Nechala ji pořídit velkovévodkyně Marie Terezie Savojská (1694–1772), majitelka panství.

## Popis
Socha je situovaná mezi několika stromy v blízkosti hřbitova. Stojí na vysokém hranolovém podstavci s profilovanou hlavicí. Na čelní straně je umístěn alianční znak savojsko-lichtenštejnský.
Světec je oděný v biskupském rouchu s mitrou. V levé ruce drží knihu, ve druhé měl pravděpodobně obilné klasy (ruka je uražena).

## Další informace
Vévodkyně Marie Terezie Savojská nechala sochu svatého Donáta umístit na všech svých pěti panstvích - včetně Kolovrat také u Kostelce nad Černými Lesy, u Škvorce, u Kounic a u Ratají nad Sázavou. Nařídila také, aby se k sochám konala procesí za odvrácení špatné úrody a počasí, zejména krupobití. V Kolovratech se poslední procesí konalo dne 25. května 1947.

## Galerie

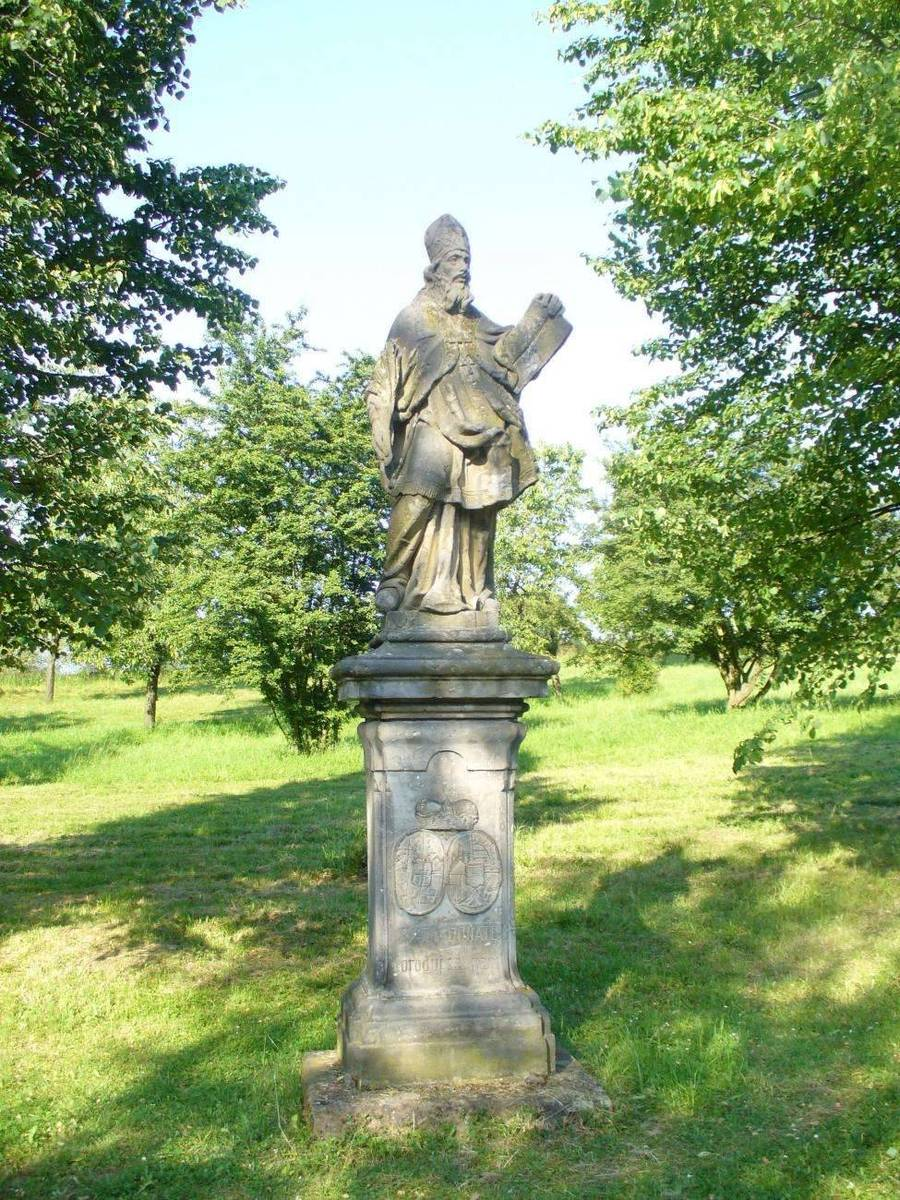
panství Černý Kostelec, Svatbín
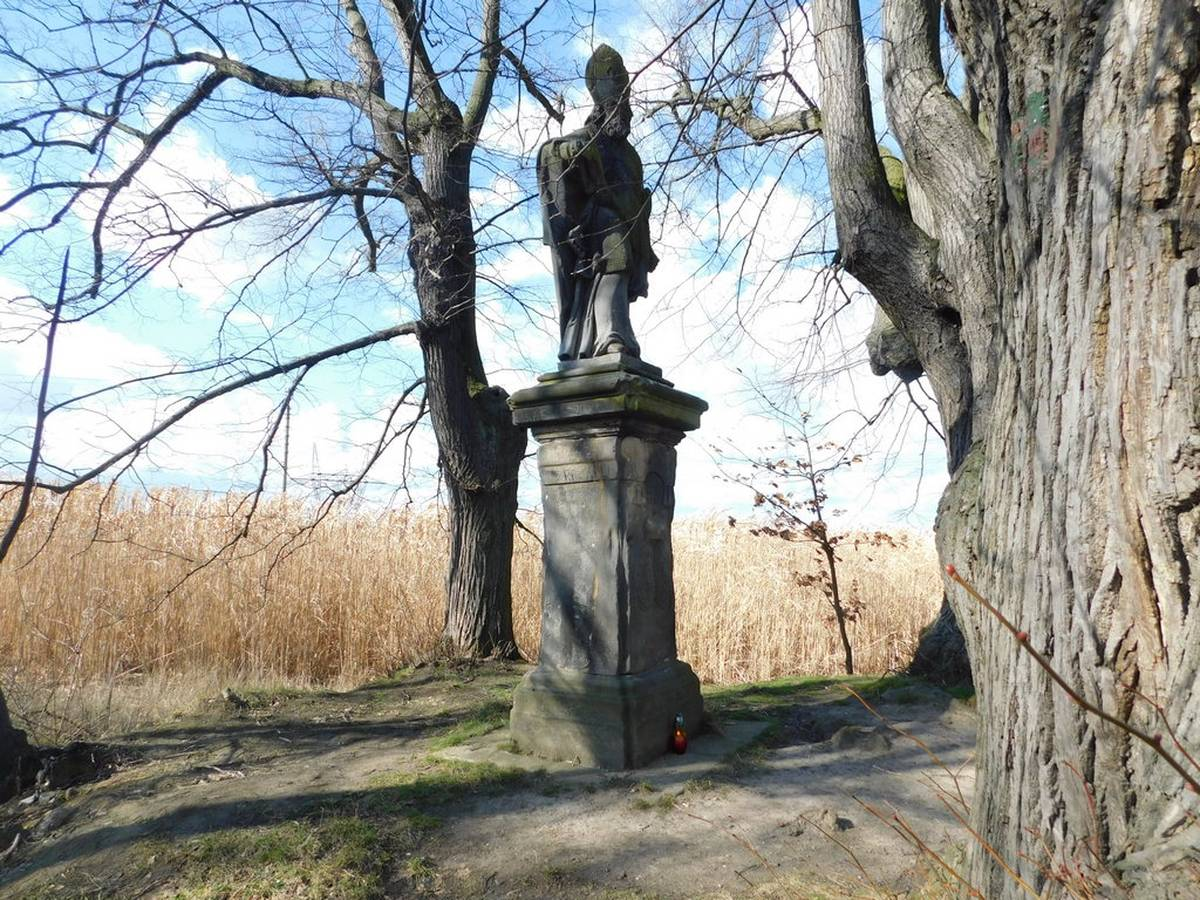
panství Škvorec, u zaniklé vsi Křimín
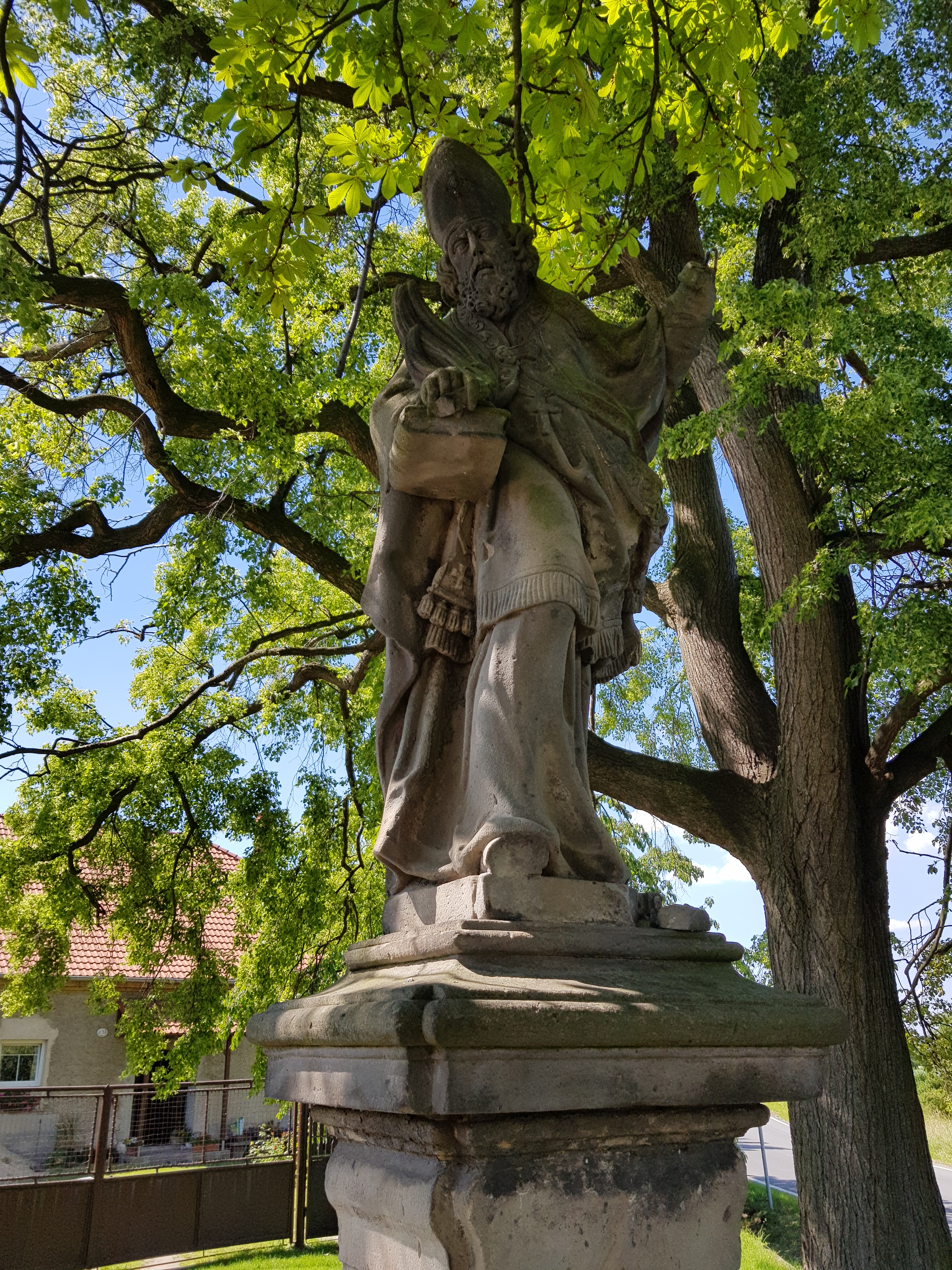
panství Kounice, Vykáň